# Печенізька вулиця (Київ)
Печені́зька ву́лиця — вулиця в Шевченківському районі міста Києва, місцевість Татарка. Пролягає від вулиці Князя Володимира Мономаха до Підгірної вулиці. 
Прилучається Татарський провулок.

## Історія
Вулиця виникла у 60-ті роки XIX століття як проїзд без назви. У 1869 році отримала сучасну назву завдяки землеміру Таїрову, який запропонував дати тюркські назви вулицям Татарки.
До 1980-х років вулиця була забудована малоповерховими приватними садибами. У 1980-х роках стару забудову почали поступово зносити, переважна більшість сучасних будинків по Печенізькій вулиці — 1980–90-х років, але між Печенізькою та Соляною вулицями залишилися решти старої забудови.